# Small-Scale Experimental Machine

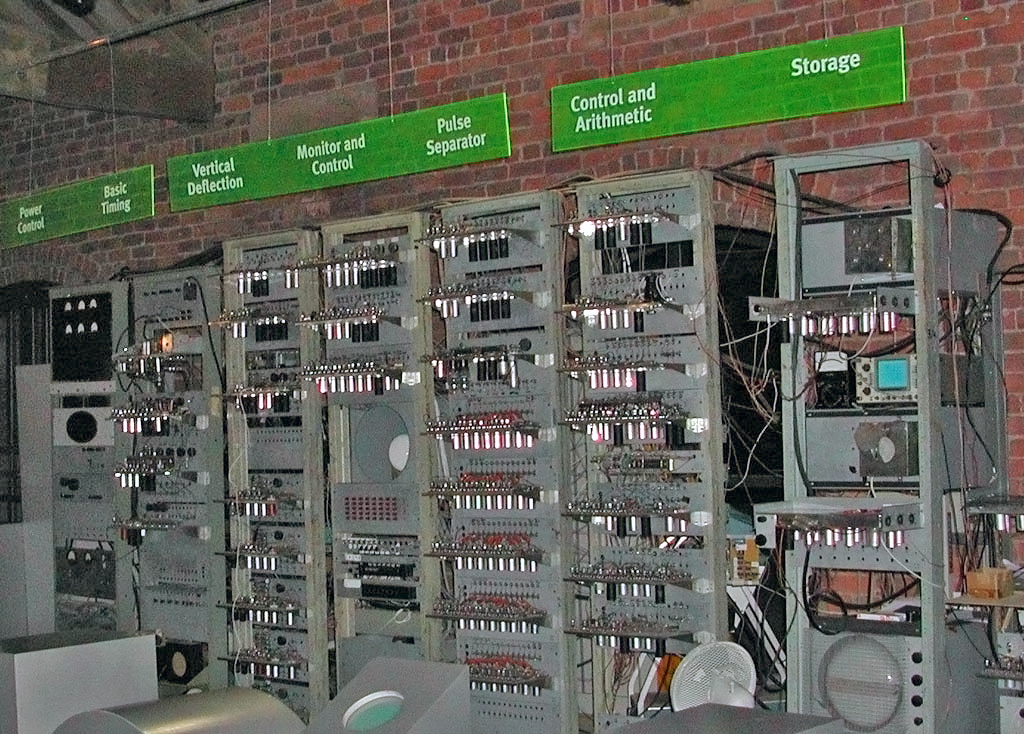
Nachbau der SSEM

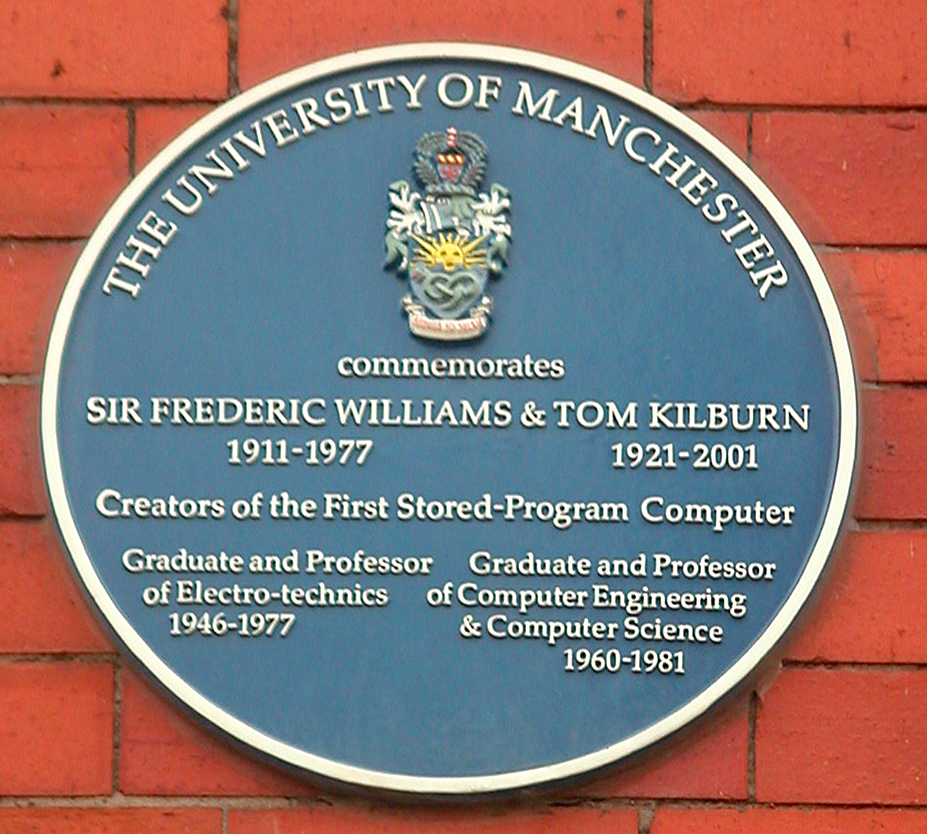
Blue Plaque im University of Manchester

Die Small-Scale Experimental Machine, genannt Manchester Baby, war der erste auf der Von-Neumann-Architektur basierende Computer, aufgebaut mit Röhren.
Entwickelt wurde er ab 1945 an der Victoria University of Manchester von Frederic Calland Williams, Tom Kilburn und Geoff Tootill um Phänomene der Williamsröhre zu untersuchen. Diese wurde als Speicher nutzbar, nachdem Williams 1946 ein Verfahren entwickelte, den Speicher innerhalb von Millisekunden zu regenerieren. Im Juni 1948 wurde damit der Nachweis erbracht, dass sowohl Programm- als auch Arbeitsspeicher im Computer-Speicherwerk gehalten werden können.
Daraus entwickelte sich der Prototyp des späteren Manchester Mark I.
Ein funktionsfähiger Nachbau der Small-Scale Experimental Machine befindet sich heute im Museum of Science and Industry in Manchester.